# Ludo Bagman
Ludovic "Ludo" Bagman imaginaran je lik koji se pojavljuje u romanu Harry Potter i Plameni pehar. Lik je potpuno izbačen iz istoimenog filma.
Bagman je bio gonič metlobojskog kluba Ose iz Wimbournea što ga je proslavilo, a kasnije je postao šef Odjela za magijske igre i sportove pri Ministarstvu magije. Njegov se izgled promijenio od vremena kad je bio igrač metlboja; nos mu je bio slomljen (vjerojatno ga je slomio neki odlutali maljac), a i popunio se u području trbuha. Čini se da je Ludo tijekom svoje karijere pretrpio previše udaraca maljaca u glavu zbog čega je pomalo odsutan. Oko 13 godina prije radnje Plamenog pehara optužen je da je smrtonoša zato što je odavao informacije Augustusu Rookwoodu za kojeg u ono vrijeme nije znao da je smrtonoša. Oslobođen je svih optužbi zato što je vjerovao da je Rookwood, prijatelj njegova oca, prikupljao informacije za Ministarstvo.
Bagman je volio kockanje zbog kojeg je kasnije upao u tako ozbiljne financijske probleme da je nekim ljudima kojima je dugovao novac (kao na primjer Fredu i Georgeu Weasleyju te ocu Leeja Jordana) platio vilenjačkim zlatom koje nakon nekog vremena nestane. Nakon finalne utakmice svjetskog metlbojskog prvenstva neki su ga goblini zaskočili u šumi u blizini stadiona i uzeli mu sve zlato koje je u tom trenutku imao, ali to još uvijek nije pokrilo njegove dugove prema njima. Njegovo se ponašanje prema ljudima kojima je bio dužan pogoršavalo zajedno s cijelom situacijom što bi moglo značiti da je njegova dobroćudnost samo krinka ili da ne podnosi dobro pritisak. Fred i George neprestano su pisali pisma Bagmanu kojima su zahtijevali svoj novac, a dok je ovaj bio u Hogwartsu kao sudac na Tromagijskom turniru pokušali su razgovarati s njime, ali on ih je ignorirao ili je izmišljao isprike kako bi bio što dalje od njih. Fred i George tvrde da je na kraju postao prilično uvredljiv i iritantan - rekao im je da im neće dati njihov dobitak ni vratiti početni ulog zato što su premladi za kockanje.
Kako bi vratio svoj dug goblinima, Bagman se kladio s goblinima da će Harry Potter pobijediti na Tromagijskom turniru (na kojem je Bagman bio sudac). Pokušao je pomoći Harryju tijekom turnira te mu je na prvom zadatku dao maksimalni broj bodova iako je Harry bio ozlijeđen. Harry je pobijedio na turniru (zajedno s Cedricom Diggoryjem - imali su isti broj bodova), ali Bagman nije dobio okladu: goblini su rekli da je Harry bio izjednačen s Cedricom, a Bagman se kladio da će Harry imati najveći broj bodova. Bagman je pobjegao nakon trećeg zadatka na turniru i nije poznato gdje se trenutačno nalazi - zna se da još nije podmirio svoje dugove prema goblinima.